# Trichopteryx dregeana
Trichopteryx dregeana là một loài thực vật có hoa trong họ Hòa thảo. Loài này được Nees miêu tả khoa học đầu tiên năm 1841.